# Kinorhynchus yushini
Kinorhynchus yushini är en djurart som tillhör fylumet pansarmaskar och som beskrevs av Andrej V. Adrianov 1989. 
Kinorhynchus yushini ingår i släktet Kinorhynchus och familjen Pycnophyidae. Inga underarter finns listade i Catalogue of Life.